# Mistrzostwa Polski Juniorów w Lekkoatletyce 2017
71. Mistrzostwa Polski juniorów w lekkoatletyce – zawody lekkoatletyczne dla sportowców do lat 20 organizowane pod egidą Polskiego Związku Lekkiej Atletyki, które odbywały się od 7 do 9 lipca 2017 w Toruniu.

## Rezultaty

### Mężczyźni
| Konkurencja:                  | 1. miejsce                                                                       | Rezultat   | 2. miejsce                                                                                        | Rezultat   | 3. miejsce                                                                        | Rezultat   |
| Bieg na 100 m                 | Dominik Smosarski PKS Gwardia Szczytno                                           | 10,49 PB   | Adrian Brzeziński MKL Toruń                                                                       | 10,74 PB   | Szymon Woźniak BKL Bełchatów                                                      | 10,77      |
| Bieg na 200 m                 | Dominik Smosarski PKS Gwardia Szczytno                                           | 21,31      | Szymon Woźniak BKL Bełchatów                                                                      | 21,56 =PB  | Adrian Brzeziński MKL Toruń                                                       | 21,77 =PB  |
| Bieg na 400 m                 | Tymoteusz Zimny MKS Baszta Szamotuły                                             | 46,67 PB   | Antoni Walicki ALKS AJP Gorzów Wlkp.                                                              | 47,64      | Mateusz Rzeźniczak RKS Łódź                                                       | 48,18      |
| Bieg na 800 m                 | Patryk Kozłowski RLTL ZTE Radom                                                  | 1:50,79    | Michał Kitliński AZS UMCS Lublin                                                                  | 1:51,35 PB | Szymon Zięba UKS Tiki-Taka Kolbuszowa                                             | 1:52,37    |
| Bieg na 1500 m                | Patryk Kozłowski RLTL ZTE Radom                                                  | 3:49,49 PB | Andrzej Kowalczyk ULKS Fajfer 2001 Łapanów                                                        | 3:49,96    | Mateusz Dębski RLTL ZTE Radom                                                     | 3:50,73    |
| Bieg na 3000 m                | Mateusz Dębski RLTL ZTE Radom                                                    | 8:34,58    | Andrzej Kowalczyk ULKS Fajfer 2001 Łapanów PB                                                     | 8:35,59 SB | Roch Goszczyński OŚ AZS Poznań                                                    | 8:38,46 PB |
| Bieg na 5000 m x              | Nikodem Dworczak WMLKS Nadodrze Powodowo                                         | 5:56,36 PB | Jakub Wróbel KL Bałtyk Koszalin                                                                   | 5:57,92    | Dariusz Nowakowski MLUKS Tarnów                                                   | 15:14,79   |
| Bieg na 2000 m z przeszkodami | Nikodem Dworczak WMLKS Nadodrze Powodowo                                         | 5:55,36 PB | Jakub Wróbel KL Bałtyk Koszalin                                                                   | 5:57,92 PB | Norbert Bogucki ZLKL Zielona Góra                                                 | 5:59,41 SB |
| Bieg na 110 m przez płotki    | Michał Sierocki AZS UMCS Lublin                                                  | 13,83      | Wiktor Santkiewicz STS Pomerania Szczecinek                                                       | 13,98      | Artur Dakowicz KS Podlasie Białystok                                              | 14,04      |
| Bieg na 400 m przez płotki    | Gabriel Mikołajewski MUKS PŁOCK                                                  | 53,21 PB   | Kamil Aniszewski LKS Jantar Ustka                                                                 | 53,83      | Nikodem Wylęga LKS Orkan Ostrzeszów                                               | 54,12      |
| Sztafeta 4 × 100 m            | KS Podlasie Białystok Piotr Sikorski Łukasz Pieńkos Maciej Stukan Artur Dakowicz | 42,25 SB   | MKS Juvenia Puszczykowo Amadeusz Zdrojewski Bartosz Zieliński Damian Bogaczyński Jakub Olejniczak | 42,85      | KU AZS PWSZ w Tarnowie Kamil Kubala Michał Opocki Grzegorz Ungar Mateusz Różański | 43,11 SB   |
| Sztafeta 4 × 400 m            | AZS UMCS Lublin Karol Kania Michał Kitliński Kamil Oleszek Maciej Hołub          | 3:17,20 SB | UKS Tiki-Taka Kolbuszowa Rafał Popielarz Szymon Zięba Paweł Suwała Radosław Maciąg                | 3:19,79    | RKS Łódź Aleksander Gibaszek Kacper Pietrzak Paweł Zajma Mateusz Rzeźniczak       | 3:22,48 SB |
| Skok w dal                    | Jakub Andrzejczak MKS Aleksandrów Łódzki                                         | 7,76 SB    | Mateusz Różański KU AZS PWSZ w Tarnowie                                                           | 7,31       | Piotr Mańczuk UKS Czwórka Białystok                                               | 7,25 PB    |
| Trójskok                      | Jakub Andrzejczak MKS Aleksandrów Łódzki                                         | 15,61 PB   | Bartosz Świerczyna MKS-MOS Płomień Sosnowiec                                                      | 14,91 PB   | Piotr Mańczuk UKS Czwórka Białystok                                               | 14,78      |
| Skok wzwyż                    | Mateusz Tofil MKS Bolesłavia Bolesławiec                                         | 2,17       | Maciej Grynienko UKS Orlica Domaniów                                                              | 2,15       | Adrian Kordoński LKS Fenix Słupsk                                                 | 2,07       |
| Skok o tyczce                 | Patryk Baran MKS Sambor Tczew                                                    | 4,60       | Jakub Adamczyk OSOT Szczecin                                                                      | 4,50       | Adrian Mikołajczyk MKLA Łęczyca                                                   | 4,40       |
| Pchnięcie kulą                | Szymon Mazur MKS-MOS Płomień Sosnowiec                                           | 21,34 PB   | Oskar Stachnik ULKS Uczniak Szprotawa                                                             | 17,69 PB   | Krzysztof Perkowski UKS LA Basket Warszawa                                        | 17,37 PB   |
| Rzut dyskiem                  | Oskar Stachnik ULKS Uczniak Szprotawa                                            | 60,27      | Szymon Mazur MKS-MOS Płomień Sosnowiec                                                            | 55,61      | Patryk Zygmunt ULKS Uczniak Szprotawa                                             | 54,81      |
| Rzut młotem                   | Radosław Sikora BKS Bydgoszcz                                                    | 69,00      | Kamil Swancar LUKS Orkan Września                                                                 | 67,10 PB   | Michał Mazur WKS Wawel Kraków                                                     | 62,73      |
| Rzut oszczepem                | Cyprian Mrzygłód AZS-AWFiS Gdańsk                                                | 76,92 PB   | Dominik Wabik RLTL ZTE Radom                                                                      | 68,86 PB   | Mateusz Gunera MKS Olimp Łobez                                                    | 67,30 PB   |
| Chód na 10000 m               | Arkadiusz Drozdowicz PLKS Gwda Piła                                              | 47:08,21   | Robert Goławski WLKS Nowe Iganie                                                                  | 47:43,72   | Michał Wiater KS Agros Zamość                                                     | 48:57,28   |

### Kobiety
| Konkurencja:                  | 1. miejsce                                                                           | Rezultat   | 2. miejsce                                                                                | Rezultat    | 3. miejsce                                                                       | Rezultat    |
| Bieg na 100 m                 | Klaudia Adamek KKS Victoria Stalowa Wola                                             | 11,77      | Martyna Kotwiła RLTL ZTE Radom                                                            | 11,79       | Klaudia Siciarz KS AZS AWF Kraków                                                | 12,02       |
| Bieg na 200 m                 | Martyna Kotwiła RLTL ZTE Radom                                                       | 23,61      | Klaudia Adamek KS Gwardia Piła                                                            | 24,09       | Marlena Gola KS Podlasie Białystok                                               | 24,17       |
| Bieg na 400 m                 | Natalia Kaczmarek KS AZS AWF Wrocław                                                 | 53,57      | Karolina Łozowska KS Podlasie Białystok                                                   | 53,63 PB    | Katarzyna Martyna WKS Wawel Kraków                                               | 55,17 SB    |
| Bieg na 800 m                 | Oliwia Malmon UKS Tiki-Taka Kolbuszowa                                               | 2:09,64    | Adrianna Czapla AZS-AWF Katowice                                                          | 2:09,75     | Maria Hofman SL Olimpia Poznań                                                   | 2:11,76 PB  |
| Bieg na 1500 m                | Beata Topka ULKS Talex Borzytuchom                                                   | 4:26,69    | Weronika Lizakowska KUKS Remus Kościerzyna                                                | 4:28,83     | Sylwia Ciołko KS Podlasie Białystok                                              | 4:34,63 PB  |
| Bieg na 3000 m                | Beata Topka ULKS Talex Borzytuchom                                                   | 9:32,29 PB | Weronika Lizakowska KUKS Remus Kościerzyna                                                | 9:34,91 PB  | Eliza Megger GKS Olimpia Grudziądz                                               | 9:36,07 PB  |
| Bieg na 5000 m                | Eliza Megger GKS Olimpia Grudziądz                                                   | 17:19,54   | Kamila Pogoda MKST Astra Nowa Sól                                                         | 17:26,74 PB | Karolina Iznerowicz LKS Omega Kleszczów                                          | 17:27,94 PB |
| Bieg na 100 m przez płotki    | Klaudia Siciarz KS AZS AWF Kraków                                                    | 13,53      | Klaudia Wojtunik CWKS Resovia Rzeszów                                                     | 13,72 PB    | Zuzanna Hulisz MKL Toruń                                                         | 13,88 PB    |
| Bieg na 400 m przez płotki    | Natalia Wosztyl RLTL ZTE Radom                                                       | 59,38      | Izabela Smolińska RLTL ZTE Radom                                                          | 59,93 PB    | Katarzyna Martyna WKS Wawel Kraków                                               | 60,36 PB    |
| Bieg na 2000 m z przeszkodami | Paulina Szostecka CWKS Resovia Rzeszów                                               | 6:51,18 PB | Klaudia Sójka UKS Wiking Rychnowy                                                         | 7:01,00 PB  | Agnieszka Gieruń WLKS Wrocław                                                    | 7:01,39 SB  |
| Sztafeta 4 × 100 m            | RLTL ZTE Radom Weronika Tkaczyk Natalia Wosztyl Izabela Smolińska Martyna Kotwiła    | 46,17 SB   | KS Podlasie Białystok Magdalena Michalewicz Anna Gryc Natalia Markowska Marlena Gola      | 47,63 SB    | MUKS SZS Cieszyn Katarzyna Cieślar Noemi Cieślar Justyna Zwias Małgorzata Zamora | 48,55 SB    |
| Sztafeta 4 × 400 m            | RLTL ZTE Radom Izabela Smolińska Zofia Praczukowska Weronika Tkaczyk Natalia Wosztyl | 3:45,97    | KS Podlasie Białystok Magdalena Michalewicz Anna Gryc Natalia Markowska Karolina Łozowska | 3:50,58 SB  | MUKS SZS Cieszyn Justyna Zwias Katarzyna Cieślar Noemi Cieślar Małgorzata Zamora | 3:56,34 SB  |
| Skok w dal                    | Adrianna Sułek CWZS Zawisza Bydgoszcz SL                                             | 5,94 PB    | Natalia Kołodziejczak MKS Aleksandrów Łódzki                                              | 5,82        | Gaja Wota KS AZS AWF Kraków                                                      | 5,77        |
| Trójskok                      | Agnieszka Bednarek MULKS Żeromski Sieradz                                            | 13,23 =PB  | Kornelia Suchecka UKS Siódemka Ostrołęka                                                  | 12,48 =PB   | Natalia Mach MKS Iskra Pszczyna                                                  | 12,41 =PB   |
| Skok wzwyż                    | Patrycja Skoczylas UKS 12 Kalisz                                                     | 1,84 PB    | Aleksandra Nowakowska RKS Łódź                                                            | 1,80        | Patrycja Adamczyk KS Polonia Pasłęk                                              | 1,71        |
| Skok o tyczce                 | Emilia Kusy SKLA Sopot                                                               | 3,90 PB    | Agnieszka Kaszuba KL Gdynia                                                               | 3,90        | Julia Ryczak CWZS Zawisza Bydgoszcz SL                                           | 3,80        |
| Pchnięcie kulą                | Anna Niedbała WKS Wawel Kraków                                                       | 16,10 PB   | Maja Ślepowrońska MKS Pułtusk                                                             | 15,71       | Karolina Urban SKLA Sopot                                                        | 15,48 PB    |
| Rzut dyskiem                  | Karolina Urban SKLA Sopot                                                            | 50,31      | Maja Ślepowrońska MKS Pułtusk                                                             | 46,88 SB    | Agnieszka Kulak LKS Jantar Ustka                                                 | 46,60       |
| Rzut młotem                   | Patrycja Maciejewska UKS Achilles Leszno                                             | 55,92      | Natalia Cuppa LKS Jantar Ustka                                                            | 53,95 PB    | Aleksandra Osiak AZS UMCS Lublin                                                 | 53,58       |
| Rzut oszczepem                | Joanna Hajdrowska RLTL ZTE Radom                                                     | 50,36      | Dominika Orlińska MLKS Echo Twardogóra                                                    | 48,79       | Magdalena Adamaszek MKS-MOS Katowice                                             | 47,62 PB    |
| Chód na 10000 m               | Agata Kowalska KKL Rodło Kwidzyn                                                     | 49:54,83   | Zuzanna Drygalska CMKL Człuchów                                                           | 50:58,87    | Małgorzata Cetnarska KKS Victoria Stalowa Wola                                   | 53:45,81    |